# L'ultimo viaggio di Ulisse
L'ultimo viaggio di Ulisse è un poemetto di Arturo Graf del 1901.
Il poeta si ricollega nei contenuti a due opere precedenti, Dopo il tramonto del 1893 e Le Danaidi del 1897. I critici tendono a collegare le tre opere, dove in una situazione di disorientamento c'è la tendenza ad accettare la pace vista come stanca ed obliosa. Come di chi non abbia risolto i problemi dell'esistenza ma nel contempo riesce a tenerli lontani da sé attenuandoli nei sentimenti.
L'ultimo viaggio di Ulisse, ultima delle tre opere è stata probabilmente, alla vista dell'autore, la rappresentazione simbolica attraverso l'uomo Ulisse di questa duplice essenza, essere vittima di un grosso problema in cui la soluzione è sempre lontana e fonte di angosce e la reazione in cui il dolore non viene certo annullato ma coscientemente mitigato.